# Anne Lena Hansen
Anne Lena Hanson (8 giugno 1974) è una modella norvegese incoronata Miss International 1995.

## Carriera
È stata la seconda rappresentante della Norvegia a vincere il titolo di Miss International, dopo Catherine Gude vincitrice dell'edizione del 1988. In precedenza era stata eletta anche Miss Norvegia.
Dopo aver lavorato come modella in Giappone, Europa e America, ottenendo anche importanti contratti con le agenzie View Models (Norvegia), McDonald Richards (New York) e Jan Alpert Model Management (New York), la Hansen ha intrapreso la carriera di attrice, lavorando principalmente in alcune pellicole di Bollywood.